# 第35歩兵連隊 (フランス軍)
第35歩兵連隊（だいさんじゅうごほへいれんたい、35e régiment d'infanterie de ligne：35e RI）は、テリトワール＝ド＝ベルフォール県ベルフォールに駐屯する、第7機甲旅団隷下のフランス陸軍の機械化歩兵連隊である。
兵種は歩兵、伝統的区分も歩兵である。
同連隊は、フランス陸軍の連隊の中でも歴史ある連隊の一つである。

## 沿革
- 1604年：ネノン連隊が創設される。
- 1661年：デュフォール＝モンゴメリー連隊となる。
- 1665年：デュフォール＝ラザン連隊となる。
- 1670年：アンジュー公爵連隊となる。
- 1753年：アキテーヌ連隊となる。
- 1776年：第2、第4大隊はアンジュー連隊に復帰する。
- 1791年：第35戦列歩兵連隊となる。
- 1793年：第35戦列准旅団となる。
- 1799年：第35戦列歩兵准旅団となる。
- 1803年：再び第35戦列歩兵連隊になる。
- 1809年：ヴァグラムの戦いに参加。
- 1812年：ボロジノの戦いに参加。
- 1854年：クリミア戦争、セヴァストポリの戦いに参加。
- 1870年：ベルフォールに移駐する。
- 1871年：第35行進歩兵連隊となる。
- 1915年：シャンパーニュ会戦に参加。
- 1916年：ヴェルダンの戦いに参加。
- 1944年：ブルゴーニュ解放戦に参加。
- 1945年：第35歩兵連隊となる。
- 1952年：アルジェリア戦争に参加。（～1962年まで）
- 1962年：第35歩兵大隊となる。
- 1964年：第110歩兵連隊の改編に伴い、第35機械化歩兵連隊に改編。
- 1975年：第35歩兵連隊となる。
- 1999年：陸軍大改革に伴い、第7機甲旅団隷下となる。

## 最新の部隊編成
- 連隊本部
- 本部管理中隊
- 第1中隊 - AMX-10P
- 第2中隊 - AMX-10P
- 第3中隊 - AMX-10P
- 第4中隊 - AMX-10P
- 偵察・支援中隊（1個偵察小隊、1個対戦車小隊、1個重迫撃砲小隊含む）
- 管理支援中隊（武器・車両・通信の整備など）
- 予備訓練中隊

### 定員
- 連隊の人員構成は、約1,200名からなる。
- AMX-10Pを65両、約200台の車両を装備する。

## 主要装備
- GIAT BM92-G1
- FA-MAS
- FR-F2
- AAT-F1
- AA-52
- 12.7mm重機関銃
- RTF1 120mm迫撃砲
- 81mm迫撃砲
- ERYX
- ミラン
- HOT
- AMX-10P
- VAB
- VAL
- P4
- TRM 2000
- TRM 10000
- GBC 180